# Csongor és Tünde (film, 2025)
A Csongor és Tünde 2025-ben bemutatott magyar 2D-s számítógépes animációs kalandfilm, amelyet Máli Csaba és Pálfi Zsolt rendezett, Vörösmarty Mihály 1830-ban megjelent azonos  című drámai költeménye, valamint Dargay Attila eredeti karaktertervei alapján.
A filmet 2025. április 17-én a Fórum Hungary fogalmazásában mutatták be a mozikban.

## Szereplők
| Szereplő   | Eredeti hang         | Leírás |
| ---------- | -------------------- | ------ |
| Csongor    | Czető Roland         |        |
| Tünde      | Eke Angéla           |        |
| Mirigy     | Menszátor Magdolna   |        |
| Balga      | Szabó Győző          |        |
| Ilma       | Lamboni Anna         |        |
| Berreh     | Vida Péter           |        |
| Kurrah     | Geszti Péter         |        |
| Duzzog     | Csőre Gábor          |        |
| Kalmár     | Mikó István          |        |
| Fejedelem  | Mikó István          |        |
| Tudós      | Mikó István          |        |
| Éjkirálynő | Timkó Eszter         |        |
| Rókalány   | Vida Sára            |        |
| Katonák    | Giret Gábor          |        |
| Katonák    | Csík Csaba Krisztián |        |
| Róka       | Schmidt Karolina     |        |
| Nemtők     | Antók-Matus Jázmin   |        |